# محمد العروسي المطوي
محمد العروسي المطوي (ولد بمدينة المطوية بالجنوب التونسي في 19 جانفي 1920، وتوفي في 25 جويلية 2005) هو محمد العروسي بن عبد الله بن المبروك بن الطاهر المامي المطوي المهذبي، أديب وسياسي تونسي له العديد من البحوث والروايات والقصص، أبرزها رواية التوت المر.

## تكوينه
زاول محمد العروسي المطوي تعليمه الابتدائي بمسقط رأسه، حيث دخل الكتّاب أزلا، ثم انتقل إلى المدرسة الفرنسية العربية بالمطوية. وسافر بعد ذلك إلى تونس العاصمة، حيث أحرز الشهادة الابتدائية عام 1935  ثم التحق بالتعليم في الزيتونة، وقد أحرز مختلف الشهائد الزيتونية: وأولاها شهادة الأهلية عام 1940، ثم التحصيل عام 1943 وهي ما يوازي شهادة ختم التعليم الثانوي، وأخيرا شهادة العالمية في عام 1946. وبالإضافة إلى ذلك تابع محمد العروسي المطوي دروس الحقوق التونسية ليحصل على شهادتها في عام 1946، كما أحرز الإجازة في البحوث الإسلامية عام 1947  من المعهد الخلدوني.

## مساره المهني والسياسي
شارك محمد العروسي المطوي عام 1948 في مناظرة التدريس بالجامع الأعظم وتمكن من النجاح فيها لينضم إلى هيئة التدريس به ، وقد درّ الأدب والتاريخ مستعملا مناهج عصرية. وبعد الاستقلال عام 1956 التحق بالسلك الدبلوماسي حيث عمل سفيرا في كل من العراق وكان أول سفير لتونس في بغداد، كما عمل في مصر وفي المملكة العربية السعودية واستمر في هذا السلك إلى عام 1963  وفي عام 1964 انتخب نائبا في البرلمان التونسي، واستمرت عضويته طيلة أربع دورات متتالية.

صورة غلاف رواية حليمة

## في الجمعيات والنوادي
- كان العروسي المطوي عضوا مؤسسا ورئيسا للنادي الثقافي أبو القاسم الشابي بالوردية بداية من الستينات إلى بداية الألفية الواحد والعشرين[3]
- عضو مؤسس لاتحاد الكتاب التونسيين، وآلت إليه رئاسته لمدة عشر سنوات بين 1981 و1991، وتولى خطة رئيس تحرير وصاحب امتياز مجلة قصص[3] منذ عام 1966.[4]
- كما شغل خطة أمين عام اتحاد الكتاب العرب.[3]

## مؤلفاته
نظم محمد العروسي المطوي الشعر وكتب المقالة الصحفية والدراسة الأدبية والقصة القصيرة والرواية والمسرحية، وقصص الأطفال وتحقيق التراث. وقد صدرت له العناوين التالية:

### الدراسات
- التعليم الزيتوني ووسائل إصلاحه، تونس 1953.
- الحروب الصليبية في المشرق والمغرب، ط 1، نشر دار الكتب الشرقية تونس 1374 هـ/ 1954 م.
- جلال الدين السيوطي، تونس 1954.
- امرؤ القيس، تونس، 1955.
- أسس التطور والتجديد في الإسلام، الدار التونسية للنشر، تونس، 1969.
- من طرائف التاريخ، دار بوسلامة للنشر، تونس 1980.
- فضائل إفريقية في الآثار والأحاديث الموضوعة،دار الغرب الإسلامي، بيروت 1983.
- سيرة القيروان، الدار العربية للكتاب، تونس 1986.
- السلطنة الحفصية، وقد صدرت عن دار الغرب الإسلامي بيروت، 1986.

### التحقيقات
- النصوص المفسرة (كتاب مدرسي بالاشتراك)، تونس 1955.
- خريدة القصر وجريدة العصر (تحقيق بالاشتراك)، الدار التونسية للنشر، تونس 1966.
- تحفة المحبين والأصحاب، المكتبة العتيقة، تونس 1970.
- أنموذج الزمان في شعراء القيروان (تحقيق بالاشتراك)، الدار التونسية للنشر، تونس 1986.
- مسائل السماسرة لأبي العباس الأبياني، دار الغرب الإسلامي، بيروت 1992.

 من أعمال حسن حسني عبد الوهاب التي أكملها الأديب
- الجزء الثالث من كتاب  الورقات .
- كتاب العمر في المصنفات والمؤلفين التونسيين وقد راجعه وأكمله محمد العروسي المطوي، الدار العربية للكتاب، تونس 2001.
- بساط العقيق في حضارة القيروان وشاعرها ابن رشيق (إعادة نشر مع تعاليق)
- آداب المعلمين لمحمد بن سحنون (إعادة نشر بتعاليق).

### الكتب الأدبية
- ومن الضحايا (رواية) سلسلة كتاب البعث، تونس 1956.
- فرحة الشعب (شعر)، الشركة التونسية للتوزيع، تونس 1963.
- حليمة (رواية)، دار بوسلامة للنشر، تونس 1964.
- التوت المر، وهي رواية صدرت في طبعتها الأولى عن الدار التونسية للنشر عام 1967، واعتبرت من قبل اتحاد الكتاب العرب ضمن أفضل 105 رواية عربية.
- طريق المعصرة (مجموعة قصصية، دار صفاء للنشر، تونس 1981.
- خالد بن الوليد (مسرحية، بالاشتراك)، الدار التونسية للنشر، تونس 1981.
- من الدهليز (شعر) تونس، 1988.
- رجع الصدى (نصوص روائية من جنس السير الذاتية)، الدار العربية للكتاب، تونس 1991.
- حبيك (شعر، 2002)

### قصص للأطفال
- أبو نصيحة - السمكة المغرورة - عنز قيسون - جنية ابن الأزرق - شعاطيط بعاطيط (1967-1968)
- حمار جكتيس (1972)
- أمير زنجبار (1976)
- الوفاق – القوس المكسور – السد الكبير – خف حنين (1980-1981)
- هل تحبين السكر – الديك فوق الشجرة – على الشاطئ – ميمي والتلفاز – الفروج – الدب والدمية – أم العصافير – كونو الطماع – مروحة الريش – قصر العجائب (بالاشتراك)موسوعات للشباب
- موسوعة حيوانات العالم
- موسوعة قل لماذا
- موسوعة أطفال اليوم

## جوائز
تحصل محمد العروسي المطوي على عدة جوائز أبرزها جائزة بلدية تونس في الرواية (مرتين), جائزة الدولة التقديرية في الآداب والوشاح الأكبر للوسام الثقافي وعدداً آخر من الأوسمة التونسية وغير التونسية.

## تخليدا لذكراه
سميت باسمه المكتبة العمومية بالمطوية، وكان قد أهداها مكتبته الخاصة  كما تقام ندوة سنوية بمسقط رأسه تحت عنوان «ملتقى محمد العروسي المطوي للآداب والحضارة العربية» وقد أقيمت الدورة الثالثة منه يومي 24 و25 مارس 2010 

## وصلات خارجية
- محمد العروسي المطوي على موقع أرشيف الشارخ.
- موقع المكتبة العمومية محمد العروسي المطوي